# Eugerdella minutula
Eugerdella minutula är en kräftdjursart som beskrevs av Boris Vladimirovich Mezhov 1986. Eugerdella minutula ingår i släktet Eugerdella och familjen Desmosomatidae. Inga underarter finns listade i Catalogue of Life.